# Gliese 595
Gliese 595 is een rode dwerg met een spectraalklasse van M3.V. De ster bevindt zich 31,6 lichtjaar van de zon.